# کرچگان (اصفهان)
کرچگان روستایی در دهستان کرارج بخش مرکزی شهرستان اصفهان استان اصفهان ایران است.

## جمعیت
بر پایه سرشماری عمومی نفوس و مسکن در سال ۱۳۹۵ جمعیت این روستا ۸۸۳ نفر (۲۵۰خانوار) بوده‌است.